# Walter Ferreri
Walter Ferreri, född 1948, är en italiensk astronom.
Minor Planet Center listar honom som W. Ferreri och som upptäckare av 15 asteroider.
Asteroiden 3308 Ferreri är uppkallad efter honom.

## Asteroider upptäckta av Walter Ferreri
| 3625 Fracastoro                              | 27 april 1984 |
| 3778 Regge                                   | 26 april 1984 |
| 4061 Martelli                                | 19 mars 1988  |
| 4398 Chiara                                  | 23 april 1984 |
| 4478 Blanco [A]                              | 23 april 1984 |
| 4821 Bianucci                                | 5 mars 1986   |
| 5003 Silvanominuto                           | 15 mars 1988  |
| 5022 Roccapalumba                            | 23 april 1984 |
| 6114 Dalla-Degregori                         | 28 april 1984 |
| 6289 Lanusei [A]                             | 28 april 1984 |
| 7396 Brusin                                  | 4 mars 1986   |
| 10738 Marcoaldo                              | 17 mars 1988  |
| 19968 Palazzolascaris                        | 19 mars 1988  |
| (21007) 1988 FD3                             | 19 mars 1988  |
| 52267 Rotarytorino                           | 4 mars 1986   |
| Upptäckt tillsammans med: A Vincenzo Zappalà |               |